# Asthenes pyrrholeuca
Az Asthenes pyrrholeuca a madarak (Aves) osztályának verébalakúak (Passeriformes) rendjébe és a fazekasmadár-félék (Furnariidae) családjába tartozó faj.

## Rendszerezése
A fajt Louis Pierre Vieillot francia ornitológus írta le 1817-ben, a Sylvia nembe Sylvia pyrrholeuca néven.

## Alfajai
- Asthenes pyrrholeuca pyrrholeuca (Vieillot, 1817)
- Asthenes pyrrholeuca sordida (Lesson, 1839)[2]

## Előfordulása
Dél-Amerika déli részén, Argentína, Bolívia, Chile, Paraguay és Uruguay területen honos. Természetes élőhelyei a szubtrópusi és trópusi cserjések, füves puszták és szavannák, sziklás környezetben, valamint tengerpartok. Vonuló faj.

## Megjelenése
Testhossza 15 centiméter, testtömege 12–14 gramm.

## Életmódja
Ízeltlábúakkal táplálkozik.

## Természetvédelmi helyzete
Az elterjedési területe rendkívül nagy, egyedszáma ugyan csökken, de még nem éri el a kritikus szintet. A Természetvédelmi Világszövetség Vörös listáján nem fenyegetett fajként szerepel.